# Jacek Walczewski
Jacek Józef Walczewski (ur. 12 listopada 1931 w Krakowie, zm. 26 czerwca 2013 w Jaroszowcu) – polski inżynier, konstruktor rakiet meteorologicznych, profesor doktor habilitowany nauk technicznych, pionier teledetekcyjnych badań atmosfery, członek Komitetu Badań Fizycznych i Komitetu Geofizyki Polskiej Akademii Nauk.

## Życiorys
Studiował w latach 1950–1956 na Akademii Górniczo-Hutniczej w Krakowie, następnie na Politechnice w Łodzi. W latach 1955–1957 pracował jako konstruktor maszyn. Od 22 czerwca 1956 roku kierownik Sekcji Technicznej krakowskiego oddziału Polskiego Towarzystwa Astronautycznego. Od 1958 zajął się pracą naukową w zakresie badań atmosfery. Uzyskał stopnie naukowe doktora (1967), doktora habilitowanego (1985) i profesora (1990). Był autorem wielu prac naukowych w tej dziedzinie. 
W 1961 zorganizował w Państwowym Instytucie Hydrologiczno-Meteorologicznym (obecnie Instytut Meteorologii i Gospodarki Wodnej – IMGW) w Krakowie Pracownię Rakietowych Sondowań Atmosfery, której został kierownikiem. W 1965 Pracownia została przekształcona w Zakład Badań Rakietowych i Satelitarnych PIHM. W Zakładzie powstały polskie rakiety badawcze serii Meteor: Meteor 1, 2 i 3. Największy zasięg miała rakieta Meteor 2, która osiągała wysokość niemal 100 km. Ze względów politycznych i ekonomicznych na początku lat 70. zaniechano tych prac. W 1975 Zakład został rozdzielony na dwie samodzielne jednostki: Zakład Badań Górnej Atmosfery i Ośrodek Odbioru Danych Satelitarnych. Jacek Walczewski został kierownikiem pierwszego z nich. Zakład zmieniał później nazwę na Zakład Meteorologii Kosmicznej (od 1980) i Zakład Teledetekcji Atmosfery (od 1985). Prowadzono w nim pionierskie w Polsce badania nad teledetekcją atmosfery za pomocą sodaru i lidaru. W 2007 Zakład został zlikwidowany, a na jego miejsce powołano Zakład Monitoringu i Zanieczyszczenia Powietrza, w którym pracował już tylko na pół etatu. W 2010 przeszedł na emeryturę.
Angażował się również w katolicką działalność społeczną. Był m.in. członkiem Synodu Duszpasterskiego Archidiecezji Krakowskiej (1972–1979) i Prymasowskiej Rady Społecznej (1986–1990). Publikował także wiersze o tematyce religijnej.
Jacek Walczewski był starszym bratem Marka Walczewskiego (1937–2009) – wybitnego aktora teatralnego i filmowego. Ich rodzice to Janina Walczewska (1902–1984), główna księgowa kuratorium oświaty w Krakowie i Józef Walczewski – doktor prawa, pracował w NIK przed wojną i po wojnie. Jacek Walczewski był poliglotą (znał angielski, niemiecki, rosyjski, francuski, włoski, hiszpański i łacinę), pisał wiersze i rysował.
Pochowany został na Cmentarzu Rakowickim w Krakowie (kwatera U, rząd płd.).

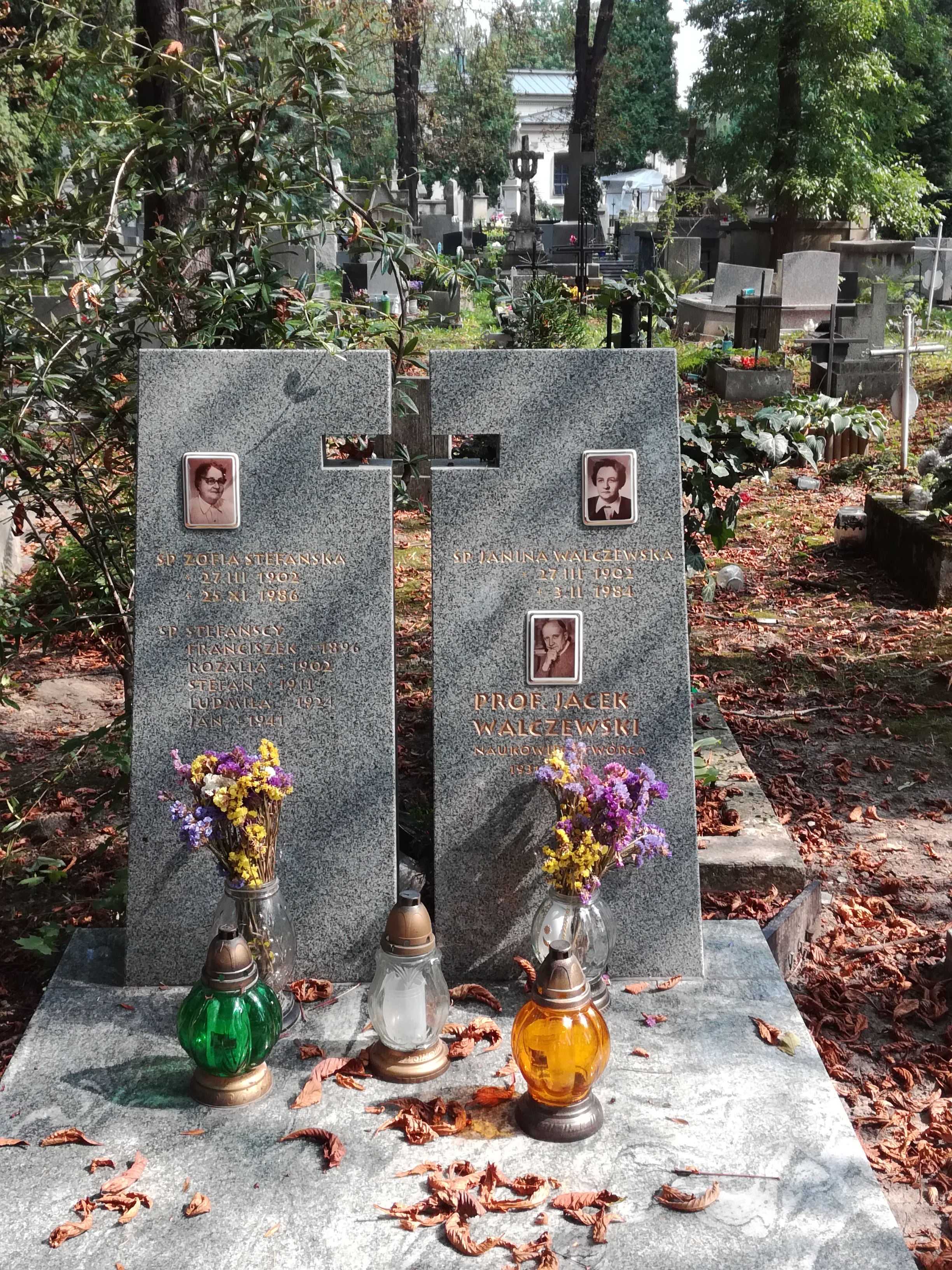
Grób prof. Jacka Walczewskiego na Cmentarzu Rakowickim

## Ważniejsze publikacje
- Dorobek Zakładu Meteorologii Kosmicznej IMGW w ciągu 20 lat istnienia. Wyd. Instytutu Meteorologii i Gospodarki Wodnej, Kraków 1981.
- Polskie rakiety badawcze, Wydawnictwa Komunikacji i Łączności, Warszawa 1982, ISBN 83-206-0278-5.
- Charakterystyka warstwy granicznej atmosfery nad Krakowem w oparciu o wyniki sondażu akustycznego, Wyd. Instytutu Meteorologii i Gospodarki Wodnej, Warszawa 1984.
- Charakterystyka warstwy granicznej atmosfery nad miastem (na przykładzie Krakowa) (red.), Wyd. Instytutu Meteorologii i Gospodarki Wodnej, Warszawa 1994.
- Przygody mojego życia, Wyd. „Bernardinum”, Pelplin 2009.